# Miguel Ângelo
Miguel Ângelo Ferreira de Castro est un footballeur portugais né le 10 octobre 1984 à Lisbonne. Il évolue au poste de défenseur central.

## Biographie
Miguel Ângelo est formé au Sporting Portugal.
Par la suite, il joue dans un très grand nombre de clubs : le FC Barreirense, le CD Trofense, le Portimonense SC, le SC Olhanense ...
Au total, il dispute 40 matchs en 1re division portugaise et inscrit 2 buts dans ce championnat.
À noter que Miguel Ângelo possède 2 sélections en équipe du Portugal des moins de 21 ans et 14 sélections en équipe du Portugal des moins de 19 ans.

## Statistiques
À l'issue de la saison 2009-2010
- 40 matchs et 2 buts en 1re division portugaise
- 76 matchs et 6 buts en 2e division portugaise